# Пожня (Коми)
Пожня — деревня в муниципальном районе «Сосногорск» Республики Коми, входит в состав городского поселения Сосногорск .

## География
Деревня находится у юго-восточной окраины города Сосногорск, административного центра района.

### Климат
Климат характеризуется как континентальный. Средняя месячная температура самого холодного месяца января — 16,5 —18,0 °C. Средняя месячная температура самого тёплого месяца — июля +15 +16 °C. Абсолютный максимум +35 °C. Продолжительность зимнего периода около 6 месяцев — с середины октября до середины апреля. Устойчивые морозы наступают в начале ноября и прекращаются в конце марта. Максимальная глубина сезонного промерзания грунта — 2 м. Устойчивый снежный покров образуется в последней декаде октября и держится до конца апреля.

### Часовой пояс
Деревня Пожня, как и вся Республика Коми, находится в часовой зоне МСК (московское время). Смещение применяемого времени относительно UTC составляет +3:00.

## Население
| 2010 |
| ---- |
| 352  |

### Национальный состав
Согласно результатам переписи 2002 года, в национальной структуре населения коми составляли 78 % из 302 чел., русские — 25 %.